# Schlossbach (Mutschbach)
Der Schlossbach ist ein rund 1,8 Kilometer langer, linker Nebenfluss des Mutschbaches in der Steiermark. Er entspringt östlich des Hauptortes von Sankt Oswald bei Plankenwarth, nordöstlich der Rotte Wipfing, südöstlich der Rotte Scherleiten und nordwestlich der Burg Plankenwarth und fließt in einen flachen Rechtsbogen insgesamt nach Süden. Südöstlich des Hauptortes von Sankt Oswald bei Plankenwarth und einige hundert Meter westlich der Gemeindegrenze zu Hitzendorf mündet er in den Mutschbach, der bald danach nach rechts abknickt. Auf seinen Lauf nimmt er von links zwei unbenannte Bäche sowie von rechts einen unbenannten Bach auf.